# 交響曲第1番 (ブライアン)
交響曲第1番ニ短調『ゴシック』（Symphony No.1 In D Minor "The Gothic"）は、イギリスの作曲家ハヴァーガル・ブライアンが作曲した交響曲である。

## 作曲の経緯
1919年から1927年にかけて作曲された。ブライアンはこの曲を書く前に、1907年から1908年にかけて『幻想交響曲』と題する4楽章の交響曲を完成させており、当初はこちらを「第1番」としていた。しかし、後にこの作品は番号を削除され、繰り上げで『ゴシック』が「第1番」となった。そのため初版のスコアにおいては「交響曲第2番『ゴシック』」と表記されている。
1928年にアメリカのコロムビア・レコード主催でシューベルト没後100周年記念交響曲作曲コンクールが行われ、ブライアンはこの作品を応募した。イギリス予選を2位で通過したものの、本選でクット・アッテベリの交響曲第6番が1位となった。
なお、この作品はリヒャルト・シュトラウスに献呈されている。

## 初演
完成から33年後の1961年6月24日、ウェストミンスターのセントラル・ホールにおいてブライアン・フェアファックス指揮、ポリフォニア交響楽団によるアマチュア初演が行われた。その5年後、1966年10月30日、ロンドンのロイヤル・アルバート・ホールにおいてエイドリアン・ボールト指揮、BBC交響楽団によるプロフェッショナル初演が行われた。

## 「史上最大、最長の交響曲」
この作品は、クラシック音楽における最長の交響曲であり、かつもっとも大きな楽器編成を持つ作品であるとされている。オーケストラは8管編成をとる。ベルリオーズの『葬送と勝利の大交響曲』は大編成の吹奏楽に大人数の弦楽合奏と合唱が加わるという巨大編成であるが、弦楽合奏が任意であり、ユニゾンが多く、編成を縮小しての演奏も可能であることから、「その編成でしか演奏できない」という条件においては、『ゴシック』が「最大編成の交響曲」となる。
演奏時間に関しては、リチャード・ロジャースの作曲した断片素材をもとにロバート・ラッセル・ベネットがオーケストレーションした交響曲『海での勝利』 (Victory at Sea) が演奏時間13時間と最長であるが、テレビのドキュメンタリー番組のための音楽の「編曲」であり、常軌を逸した長大さであることなどから、「常識的な」作品であり、編曲作品ではなく知名度も高い作品としては、演奏時間が約106分の『ゴシック』が「最長の交響曲」とされている。
ただし、ソラブジの交響曲第3番『ジャーミー』KSS-72は7管編成で演奏時間が約4時間40分、ピアノ譜だけで未完成で終わったと推定されるピアノと大管弦楽、オルガン、コーラスのための交響曲第2番KSS-51は6管編成で演奏時間は約5時間20分などといわれるが、これらの作品は初演の記録がない。
なお、その他の巨大編成の作品に関しては、巨大編成の作品も参照のこと。

## 編成
声楽
ソプラノ、アルト、テノール、バスのソリスト各1名、大規模な児童合唱、大規模な混声合唱2組。
オーケストラ
（8管編成）
ピッコロ2（フルート持ち替え1）、フルート6（アルトフルート持ち替え1）、オーボエ6（オーボエ・ダモーレ持ち替え1、バス・オーボエ持ち替え1）、イングリッシュ・ホルン2、E♭管クラリネット2（B♭管持ち替え1）、B♭管クラリネット4、バセットホルン2、バス・クラリネット2、コントラバス・クラリネット、ファゴット3、コントラファゴット2、ホルン8、E♭管コルネット2、F管トランペット4、バス・トランペット、テナー・トロンボーン3、バス・トロンボーン、コントラバス・トロンボーン、ユーフォニアム2、テューバ2、ティンパニ（3台のセット）2、グロッケンシュピール、シロフォン、バス・ドラム2、サイド・ドラム3、ロング・ドラム、タンバリン2、シンバル6、銅鑼、サンダー・マシーン、チューブラーベル、チャイム、鎖、トライアングル2、鳴子、ハープ2部、オルガン、チェレスタ、弦楽五部（第1ヴァイオリン20、第2ヴァイオリン20、ヴィオラ16、チェロ14、コントラバス12）。
オフ・ステージのバンダ（別働隊）
ホルン2、トランペット2、テナー・トロンボーン2、チューバ2、ティンパニ（3台セット）の編成によるものが4組。
合計
オーケストラ（バンダ含む）が約190人、混声合唱が約500人、児童合唱が約100人、ソリスト4人で合計約800人。

## 作品の内容
6楽章からなり、第1〜3楽章はオーケストラのみの第1部、第4〜第6楽章が合唱とソリストを加えての第2部となっている。第1部ではゲーテの『ファウスト』の世界観が描かれており、第2部はテ・デウムのテキストを用いている。
非常に長大な作品であるため、音楽内容の記述は必要最小限にとどめる。細かい内容は録音あるいは実演を聴いて確認されたい。なお、演奏時間についてはブラビンズ盤に基づくものとする。

### 第1楽章　Allegro assai
ニ短調で開始される。低弦のリズムに乗ってトランペットが咆哮する、派手な開始である。しかし、1分ほどで静まってしまい、ヴァイオリン・ソロがハープの伴奏で美しく歌う。この旋律が盛り上がり、展開される。そして、冒頭の旋律が切れ切れに再現され、冒頭の旋律を展開しながら音楽は流れてゆく。再びヴァイオリン・ソロとなり、静かで穏やかな雰囲気が続くが、再び盛り上がり、オルガンも加わって曲は全合奏で堂々と閉じられる。演奏時間約12分。

### 第2楽章　Lento espressivo e solenne
静かなティンパニの打撃で開始される葬送行進曲。弦楽器に悲痛な旋律が現れ、さまざまな響きを交えつつ行進は続き最初の頂点を迎える。すると、木管とトランペットによる諧謔的な部分となる。金管と弦主体でこの部分は進み、弦楽器がリズムを刻むと、オルガンとオーケストラによる悲痛なコラールとなる。圧倒的な頂点ののち暗く重く沈んでゆき、冒頭のテューバの旋律が現れ、バス・クラリネットが静かに消えてゆく。演奏時間約12分。

### 第3楽章　Vivace
ティンパニの打撃で静かに始まり、弦楽器のさざ波が加わる。木管に暗い響きの旋律が断片的に現れ、盛り上がったところで、金管が静かに響く。これにティンパニが応える。やや速度を落とし、重たい旋律が響く。やがて静かになり、打楽器のリズムうちの上で弦楽に静かで優しい旋律が現れる。今度はまた新たな舞曲となり、しばらく続くがまた静かになる。遠くでファンファーレが響くとティンパニの先導で新たな舞曲となり、頂点を築く。打楽器が活躍するさらに悪魔的な舞曲となり、その頂点でファンファーレが響き渡る。徐々に音量を落とし、最後は静かに牧歌的なファンファーレが響き、木管の和音にハープが寄り添い、ニ長調主和音が響いてアタッカで第4楽章へ続く。演奏時間約12分。

### 第4楽章　Te Deum laudamus: Allegro moderato
ここから合唱が加わる。合唱が次々に歌いかわすように始まる。無伴奏の合唱が立体的に響き、ソリスト陣の四重唱となる。金管が響いて来て、ファンファーレを形成する。そして、オーケストラの上で合唱が高らかに歌う。合唱は歌い続け、ソリスト陣も加わり、再び盛り上がると、男声合唱がティンパニの上で歌い、女声合唱が応答する。そして、合唱全体が熱狂的に盛り上がり、静まって行って無伴奏となる。再び静かにファンファーレが響き、盛り上がってくると合唱が堂々と歌う。弦楽器の先導で再び静まってゆき、やや暗い部分をへてオーケストラの先導で再び明るくなる。最後は合唱が非常に高い音域でやや音量を抑えて歌いおさめる。演奏時間約18分。

### 第5楽章　Judex:Adagio molto solenne e religioso
女声合唱が立体的に歌い始める。不協和音が効果的に用いられ、男声も加わる。クラスター風の響きを交え、厳粛に歌う。最初の頂点ののちにソプラノ・ソロのヴォカリーズとなり、トランペットのファンファーレが始まる。低弦と金管主体の重たい部分を挟み、合唱がトランペットを伴って激しく歌う。木管主体による間奏をへて、ハープと木管楽器主体の明るい響きとなるが、音楽は突然総休止し、男声合唱が重苦しく歌い始める。最後は、合唱とオーケストラが高らかに歌い、ホ長調主和音上に決然と終結する。演奏時間約16分。

### 第6楽章　Te ergo quaesumus: Moderato e molto sostenuto
オーボエ・ダ・モーレが静かに歌い始める。テノール・ソロがそれを受けて歌い出し、弦楽器が美しく伴奏する。盛り上がりを見せるが静かになり、弦楽器が静かに暗い響きの旋律を出す。その中で合唱が歌い、ソプラノ・ソロを導き出す。続いて合唱が歌い、男声合唱のグレゴリオ聖歌風の旋律を境に立体的な合唱の響きが久々に顔を出す。そして、児童合唱と女声合唱がシロフォンなどの響く中堂々と歌う。続いてオルガンの伴奏で男声合唱が賛美歌風の旋律を歌う。非常に典礼的性格が強くなる。女性も加わり、静かになる。シンバルが打たれる中木管が薄暗い行進曲を吹く。男声が弦楽器のリズムの上で行進曲風のヴォカリーズを歌う。女声がこれに応える。ティンパニが打たれ、合唱とオーケストラが堂々と派手に響き渡る。弦楽器の伴奏でバス・ソロが歌い、静かに女声合唱が聖歌風の旋律を立体的に歌う。ティンパニが打たれる中、金管がファンファーレを吹き、合唱が高らかに歌う。ティンパニの打撃は続き、金管が威圧的に響くと、木管が静かに鳴り、盛り上がってくる。そして、頂点を築く。弦楽器が静かに歌い始めるが、徐々に盛り上がりを見せ、悲痛な頂点を迎える。オーボエ・ソロに弦楽器が応えると、無伴奏の合唱が穏やかに歌い始め、ホ長調主和音上に静かに終結する。演奏時間約36分。

## 録音
正式な録音は3つ存在する。
- オンドレイ・レナールト指揮、スロヴァキア・フィルハーモニー管弦楽団、スロヴァキア放送交響楽団、スロヴァキア・フィルハーモニー合唱団、他 1989年録音（Naxos 8.557418-19）
  - 以前マルコ・ポーロから出ていたが長らく廃盤になっていたもので、近年ナクソスから再発売され、容易に入手できるようになった。
- エイドリアン・ボールト指揮、BBC交響楽団、BBCコラール・ソサエティ、シティ・オブ・ロンドン・クワイア他 1966年ライブ録音（Testament TSBT28454）
  - 2009年になって英国のTESTAMENTレーベルよりプロ演奏家による初演のステレオ録音が発売された。日本においてはタワーレコード[2]がオリジナルジャケットを使用した先行販売を行った。
- マーティン・ブラビンズ指揮、BBCウェールズ・ナショナル管弦楽団、BBCコンサート・オーケストラ 他（Hyperion CDA67971/2）
  - 2011年7月、BBCプロムスにおけるライブ録音。2011年12月にHyperionより発売された。